# Армяно-сирийские отношения
Армяно-сирийские отношения — двусторонние дипломатические отношения между Республикой Армения и Сирийской Арабской Республикой. Установлены в 1992 году. Армения имеет посольство в Дамаске и консульство в Алеппо, а в 1997 году Сирия открыла посольство в Ереване.

## История
Отношения между Арменией и Сирией имеют долгую историю. В VII веке Армения сохраняла самостоятельность до тех пор, пока не был нарушен мир между Византией и Арабским халифатом. После начала войны Юстиниана II с арабами, славянские переселенцы в Киликии перешли на их сторону, в результате чего те без труда заняли Армянское нагорье. Позднее походы в армянские регионы устраивали обе стороны.
В 705 году ишхан Армении обратился к византийскому императору с просьбой о помощи. Византийцы поддержали ишхана, но потерпели поражение. Узнав об этих действиях, халиф повелел уничтожить влиятельных армянских феодалов.
Арабам требовалось улучшать отношения с жителями покорённых земель, поэтому в 705 году халиф Валид I пошёл навстречу армянам, сменил наместника армянских провинций.

## Современность
Сирия признала геноцид армян в январе 2014 года, став вторым арабским государством после Ливана, сделавшим это.
Осенью 2020 года, когда разразилась Вторая карабахская война, президент Сирии Башар Асад выразил свою поддержку Армении, обвинив Турцию в отправке антиправительственных повстанцев в регион.

## Армяне в Сирии
В 1915 году сотни тысяч армян были депортированы в пустыню Дер-Зор, где были обречены на гибель. Выжившие осели в сирийских городах. Наиболее крупная община располагалась в Алеппо.
По данным Министерства диаспоры Армении до начала гражданской войны в Сирии проживало порядка 100 тысяч армян, из которых до 60 тысяч в Алеппо, 8 тысяч в Эль-Камышлы, 6-7 тысяч в Дамаске. В таких городах, как Дамаск, Алеппо, Латакия действовали армянские церкви, школы, культурные центры. Эта община считалась самой организованной во всей армянской диаспоре.
С началом гражданской войны из Сирии в Армению прибыли десятки тысяч армянских беженцев. Сильно сократилась, но всё же сохранилась община в курдской части арабской республики, городе Эль-Камышлы. Здесь остаётся квартал, контролируемый армянскими ополченцами, сотрудничающими с курдскими силами самообороны.
По данным армянского руководства, в САР ещё остаются более 20 тысяч армян. Государство заявляет о готовности принять их всех.